# Zero Gravity
Chansons représentant l'Australie au Concours Eurovision de la chanson
We Got Love
(2018) Don't Break Me
(2020)
Singles de Kate Miller-Heidke
You've Underestimated Me, Dude
(2016)
Zero Gravity (« Zéro Gravité ») est une chanson écrite, composée et interprétée par la chanteuse australienne Kate Miller-Heidke sortie le 25 janvier 2019 en téléchargement numérique. 
Dans cette chanson Kate Miller-Heidke évoque la dépression qu'elle a faite après le naissance de son fils Ernie.  
Elle représente l'Australie au Concours Eurovision de la chanson 2019 à Tel-Aviv en Israël.

## À l'Eurovision

### Sélection
Le 9 février 2019, la chanson Zero Gravity de Kate Miller-Heidke est sélectionnée pour représenter l'Australie au Concours Eurovision de la chanson 2019 ayant remporté la finale nationale Eurovision : Australia Decides.

### À Tel-Aviv
Elle est intégralement interprétée en anglais, langue nationale de l'Australie, le choix de la langue étant toutefois libre depuis 1999.
Elle est interprétée lors de la deuxième moitié de la première demi-finale le 14 mai 2019.

## Liste des titres
| 1. | Zero Gravity | Kate Miller-Heidke, Keir Nuttall | Kate Miller-Heidke, Keir Nuttall | 2:57 |

## Classements

### Classement hebdomadaire
| Classement (2019)               | Meilleure position |
| ------------------------------- | ------------------ |
| Australie (ARIA Digital Tracks) | 24                 |

## Historique de sortie
| Pays ou région | Date            | Format                   | Label                     |
| -------------- | --------------- | ------------------------ | ------------------------- |
| Monde entier   | 25 janvier 2019 | Téléchargement numérique | Universal Music Australia |